# Сан-Жулія-да-Сарданьола
Сан-Жулія́-да-Сарданьо́ла (кат. Sant Julià de Cerdanyola, вимова літературною каталанською [san ʒułi'a də səɾdə'ɲołə]) - муніципалітет, розташований в Автономній області Каталонія, в Іспанії. Код муніципалітету за номенклатурою Інституту статистики Каталонії - 89030. Знаходиться у районі (кумарці) Барґаза (коди району - 14 та BD) провінції Барселона, згідно з новою адміністративною реформою перебуватиме у складі Баґарії (округи) Центральна Каталонія. 

## Назва муніципалітету
Назва муніципалітету походить від імені Iūliānus та слова Cerdanya і зменшувального суфікса -ola.

## Населення
Населення міста (у 2007 р.) становить 255 осіб (з них менше 14 років - 14,5%, від 15 до 64 - 60,8%, понад 65 років - 24,7%). У 2006 р. народжуваність склала 4 особи, смертність - 2 особи, зареєстровано 0 шлюбів. У 2001 р. активне населення становило 104 особи, з них безробітних - 7 осіб.

Серед осіб, які проживали на території міста у 2001 р., 225 народилися в Каталонії (з них 182 особи у тому самому районі, або кумарці), 9 осіб приїхало з інших областей Іспанії, а 2 особи приїхали з-за кордону. 

Вищу освіту має 13% усього населення. 

У 2001 р. нараховувалося 97 домогосподарств (з них 34% складалися з однієї особи, 20,6% з двох осіб,19,6% з 3 осіб, 19,6% з 4 осіб, 6,2% з 5 осіб, 0% з 6 осіб, 0% з 7 осіб, 0% з 8 осіб і 0% з 9 і більше осіб).

Активне населення міста у 2001 р. працювало у таких сферах діяльності : у сільському господарстві - 4,1%, у промисловості - 21,6%, на будівництві - 20,6% і у сфері обслуговування - 53,6%. 

 У муніципалітеті або у власному районі (кумарці) працює 29 осіб, поза районом - 73 особи.

### Безробіття
У 2007 р. нараховувалося 4 безробітних (у 2006 р. - 2 безробітних), з них чоловіки становили 0%, а жінки - 100%.

## Економіка

### Підприємства міста

#### Промислові підприємства
| \| Промислові підприємства міста, за сферою діяльності \| Промислові підприємства міста, за сферою діяльності \| Промислові підприємства міста, за сферою діяльності \| \| Рік \| 2002 р. \| 2001 р. \| \| --------------------------------------------------- \| --------------------------------------------------- \| --------------------------------------------------- \| \| Енергетичні та водні ресурси \| 0% \| 0% \| \| Хімія та метали \| 0% \| 0% \| \| Переробка металів \| 0% \| 0% \| \| Продукти харчування \| 100% \| 100% \| \| Текстиль \| 0% \| 0% \| \| Виробництво меблів, видання \| 0% \| 0% \| \| Інше \| 0% \| 0% \| \| Усього підприємств \| 1 \| 1 \| |         |         |
| Промислові підприємства міста, за сферою діяльності |         |         |
| Рік | 2002 р. | 2001 р. |
| Енергетичні та водні ресурси | 0%      | 0%      |
| Хімія та метали | 0%      | 0%      |
| Переробка металів | 0%      | 0%      |
| Продукти харчування | 100%    | 100%    |
| Текстиль | 0%      | 0%      |
| Виробництво меблів, видання | 0%      | 0%      |
| Інше | 0%      | 0%      |
| Усього підприємств | 1       | 1       |

#### Роздрібна торгівля
| \| Підприємства роздрібної торгівлі міста, за сферою діяльності \| Підприємства роздрібної торгівлі міста, за сферою діяльності \| Підприємства роздрібної торгівлі міста, за сферою діяльності \| \| Рік \| 2002 р. \| 2001 р. \| \| ------------------------------------------------------------ \| ------------------------------------------------------------ \| ------------------------------------------------------------ \| \| Продукти харчування \| 50% \| 50% \| \| Одяг та взуття \| 0% \| 0% \| \| Товари для дому \| 0% \| 0% \| \| Книги та періодичні видання \| 0% \| 0% \| \| Промислова хімічна продукція \| 0% \| 0% \| \| Продукція, пов'язана з транспортними засобами \| 0% \| 0% \| \| Інше \| 50% \| 50% \| \| Усього підприємств \| 4 \| 4 \| |         |         |
| Підприємства роздрібної торгівлі міста, за сферою діяльності |         |         |
| Рік | 2002 р. | 2001 р. |
| Продукти харчування | 50%     | 50%     |
| Одяг та взуття | 0%      | 0%      |
| Товари для дому | 0%      | 0%      |
| Книги та періодичні видання | 0%      | 0%      |
| Промислова хімічна продукція | 0%      | 0%      |
| Продукція, пов'язана з транспортними засобами | 0%      | 0%      |
| Інше | 50%     | 50%     |
| Усього підприємств | 4       | 4       |

#### Сфера послуг
| \| Підприємства міста, що працюють у сфері послуг, за діяльністю \| Підприємства міста, що працюють у сфері послуг, за діяльністю \| Підприємства міста, що працюють у сфері послуг, за діяльністю \| \| Рік \| 2002 р. \| 2001 р. \| \| ------------------------------------------------------------- \| ------------------------------------------------------------- \| ------------------------------------------------------------- \| \| Гуртова торгівля \| 0% \| 0% \| \| Готелі та готельний бізнес \| 33,3% \| 28,6% \| \| Транспорт та зв'язок \| 16,7% \| 14,3% \| \| Посередницькі фінансові послуги \| 16,7% \| 14,3% \| \| Послуги підприємствам \| 0% \| 0% \| \| Послуги фізичним особам \| 16,7% \| 28,6% \| \| Нерухомість та ін. \| 16,7% \| 14,3% \| \| Усього підприємств \| 6 \| 7 \| |         |         |
| Підприємства міста, що працюють у сфері послуг, за діяльністю |         |         |
| Рік | 2002 р. | 2001 р. |
| Гуртова торгівля | 0%      | 0%      |
| Готелі та готельний бізнес | 33,3%   | 28,6%   |
| Транспорт та зв'язок | 16,7%   | 14,3%   |
| Посередницькі фінансові послуги | 16,7%   | 14,3%   |
| Послуги підприємствам | 0%      | 0%      |
| Послуги фізичним особам | 16,7%   | 28,6%   |
| Нерухомість та ін. | 16,7%   | 14,3%   |
| Усього підприємств | 6       | 7       |

## Житловий фонд
У 2001 р. 6,2% усіх родин (домогосподарств) мали житло метражем до 59 м2, 44,3% - від 60 до 89 м2, 32% - від 90 до 119 м2 і
17,5% - понад 120 м2.

З усіх будівель у 2001 р. 28,1% було одноповерховими, 61,7% - двоповерховими, 10,2
% - триповерховими, 0% - чотириповерховими, 0% - п'ятиповерховими, 0% - шестиповерховими,
0% - семиповерховими, 0% - з вісьмома та більше поверхами.

## Автопарк
| \| Автомобілі, зареєстровані у місті, за призначенням \| Автомобілі, зареєстровані у місті, за призначенням \| Автомобілі, зареєстровані у місті, за призначенням \| \| Рік \| 2006 р. \| 2005 р. \| \| -------------------------------------------------- \| -------------------------------------------------- \| -------------------------------------------------- \| \| Приватні автомобілі \| 60,3% \| 64,3% \| \| Мотоцикли \| 23,3% \| 21,4% \| \| Вантажівки \| 13,7% \| 11,9% \| \| Трактори \| 0% \| 0% \| \| Автобуси та ін. \| 2,7% \| 2,4% \| \| Усього автомобілів \| 73 шт. \| 42 шт. \| |         |         |
| Автомобілі, зареєстровані у місті, за призначенням |         |         |
| Рік | 2006 р. | 2005 р. |
| Приватні автомобілі | 60,3%   | 64,3%   |
| Мотоцикли | 23,3%   | 21,4%   |
| Вантажівки | 13,7%   | 11,9%   |
| Трактори | 0%      | 0%      |
| Автобуси та ін. | 2,7%    | 2,4%    |
| Усього автомобілів | 73 шт.  | 42 шт.  |

## Вживання каталанської мови
У 2001 р. каталанську мову у місті розуміли 100% усього населення (у 1996 р. - 100%), вміли говорити нею 99,1% (у 1996 р. - 
98,1%), вміли читати 93% (у 1996 р. - 86,9%), вміли писати 73,8
% (у 1996 р. - 44,6%). Не розуміли каталанської мови 0%.

## Політичні уподобання
У виборах до Парламенту Каталонії у 2006 р. взяло участь 166 осіб (у 2003 р. - 183 особи). Голоси за політичні сили розподілилися таким чином:
| \| Вибори до Парламенту Каталонії \| Вибори до Парламенту Каталонії \| Вибори до Парламенту Каталонії \| \| Рік \| 2006 р. \| 2003 р. \| \| -------------------------------------- \| ------------------------------ \| ------------------------------ \| \| Конвергенція та Єднання (CiU) \| 50,6% \| 44,8% \| \| Соціалістична партія Каталонії (PSC) \| 21,7% \| 28,4% \| \| Народна партія (PP) \| 1,8% \| 2,7% \| \| Ініціатива за зелену Каталонію (IC) \| 13,3% \| 3,3% \| \| Республіканська лівиця Каталонії (ERC) \| 12,7% \| 20,8% \| \| Громадянська партія (C's) \| 0% \| 0% \| \| Інші \| 0% \| 0% \| |         |         |
| Вибори до Парламенту Каталонії |         |         |
| Рік | 2006 р. | 2003 р. |
| Конвергенція та Єднання (CiU) | 50,6%   | 44,8%   |
| Соціалістична партія Каталонії (PSC) | 21,7%   | 28,4%   |
| Народна партія (PP) | 1,8%    | 2,7%    |
| Ініціатива за зелену Каталонію (IC) | 13,3%   | 3,3%    |
| Республіканська лівиця Каталонії (ERC) | 12,7%   | 20,8%   |
| Громадянська партія (C's) | 0%      | 0%      |
| Інші | 0%      | 0%      |

У муніципальних виборах у 2007 р. взяло участь 168 осіб (у 2003 р. - 0 осіб). Голоси за політичні сили розподілилися таким чином:
| \| Муніципальні вибори \| Муніципальні вибори \| Муніципальні вибори \| \| Рік \| 2007 р. \| 2003 р. \| \| -------------------------------------- \| ------------------- \| ------------------- \| \| Конвергенція та Єднання (CiU) \| 43,5% \| -% \| \| Соціалістична партія Каталонії (PSC) \| 56,5% \| -% \| \| Народна партія (PP) \| 0% \| -% \| \| Ініціатива за зелену Каталонію (IC) \| 0% \| -% \| \| Республіканська лівиця Каталонії (ERC) \| 0% \| -% \| \| Громадянська партія (C's) \| 0% \| 0% \| \| Інші \| 0% \| -% \| |         |         |
| Муніципальні вибори |         |         |
| Рік | 2007 р. | 2003 р. |
| Конвергенція та Єднання (CiU) | 43,5%   | -%      |
| Соціалістична партія Каталонії (PSC) | 56,5%   | -%      |
| Народна партія (PP) | 0%      | -%      |
| Ініціатива за зелену Каталонію (IC) | 0%      | -%      |
| Республіканська лівиця Каталонії (ERC) | 0%      | -%      |
| Громадянська партія (C's) | 0%      | 0%      |
| Інші | 0%      | -%      |